# Dionís I de Tell Mahreh
Dionís I de Tell Mahreh (llatí: Dionysius Telmaharensis; siríac: ܕܝܘܢܢܘܣܝܘܣ ܬܠܡܚܪܝܐ; àrab: مار ديونيسيوس التلمحري, mār Diyūnīsiūs at-Talmaḥrī) (Tall Mahra, Síria, 773-?, 22 d'agost de 845) fou el patriarca d'Antioquia i cap de l'Església Ortodoxa Siríaca des del 818 fins a la seua mort, el 845.

## Biografia
Dionís va nàixer a Tal Mahre, a prop de la ciutat d'Ar-Raqqà, en una família rica d'Edessa, i esdevingué monjo en el monestir de Qenneshre, on estudià filologia, jurisprudència, filosofia i teologia. També va estudiar en el monestir de Mar Jacob de Kayshum. El 818, Dionís fou elegit patriarca d'Antioquia per unanimitat en un sínode de quaranta-vuit bisbes. Després de la seua consagració, va emetre una proclamació i feu tres concilis a Ar-Raqqà en el mateix any, en què va emetre dotze cànons. Dionís restaurà el monestir de Qenneshre el 822, després que fos danyat per un incendi provocat per dissidents.
El 826, Dionís va visitar Egipte en companyia del general abbàssida Abd-Al·lah ibn Tàhir al-Khurasaní. Més tard, feu un concili en el monestir d'Eusfolis el 828, i va tornar a Egipte el 832 en companyia del califa al-Mamun. Mentre era a Egipte, Dionís es va reunir amb el papa Jacob d'Alexandria, cap de l'Església Ortodoxa Copta, una església miafisista, i amb bisbes ortodoxos coptes, fora de la ciutat de Tanis. Feu un altre concili a la ciutat de Tikrit el 834 i es va reunir amb al-Mamun a Bagdad, i també amb el seu successor, el califa al-Mútassim. Dionís ordenà cent bisbes durant el seu mandat i va exercir com a patriarca fins a la seua mort el 22 d'agost del 845.

## Obra
A comanda de Joan, bisbe de Dara, Dionís escrigué els Annals, una història en dos volums sobre l'Església i els esdeveniments seculars des de la coronació de l'emperador romà d'Orient Maurici, el 582, i fins a la mort de l'emperador romà d'Orient Teòfil, el 843. Un volum estava dedicat a la història de l'Església, mentre que l'altre cobria la història secular, i cadascun es dividia en vuit llibres. L'obra utilitzava cites de les obres de Teòfil d'Edessa, un erudit del segle viii. Els Annals foren citats extensament per Miquel I el Sirià, patriarca ortodox d'Antioquia (1166-1199), i per l'autor anònim de la Crònica del 1234. Els relats de Dionís també els utilitzà més tard el mafrià de l'Orient Gregori Bar en la seva Història eclesiàstica.
Giuseppe Simone Assemani li va atribuir erròniament la Crònica de Zuqnin.